# Schwörstadt
Schwörstadt là một đô thị trong huyện Lörrach bang Baden-Württemberg thuộc nước Đức. Đô thị Schwörstadt có diện tích 20,08 km², dân số là 2.456 người.